# Zack Shada
Zackhary David Shada, detto Zack (Boise, 25 novembre 1992), è un attore e doppiatore statunitense.

## Biografia
Ottiene il suo primo ruolo nell'episodio Palla avvelenata della seconda stagione del telefilm La vita secondo Jim, all'età di 10 anni, mentre approda al cinema l'anno successivo, nel 2003, nel film Charlie's Angels - Più che mai. Successivamente recita in varie serie televisive, tra cui Lost, dove interpreta Liam Pace da giovane. Viene inoltre ingaggiato per doppiare in film come L'era glaciale 2 - Il disgelo e Space Chimps - Missione spaziale. Nel 2008 doppia Finn, protagonista della serie TV d'animazione Adventure Time, nell'omonimo cortometraggio di Cartoon Network. Nella serie TV verrà in seguito sostituito da suo fratello minore, Jeremy Shada.

## Filmografia

### Attore
- La vita secondo Jim (2002) - serie TV
- Charlie's Angels - Più che mai (2003)
- MADtv (2003) - serie TV
- The John Henson Project (2003) - serie TV
- Jane Doe - Doppio inganno (2005) - film TV
- Jane Doe - La dichiarazione d'indipendenza (2005) - film TV
- Jane Doe - Tradimento (2005) - film TV
- Jane Doe - Il rapimento (2005) - film TV
- Jane Doe: Yes, I Remember It Well (2006) - film TV
- Jane Doe: The Harder They Fall (2006) - film TV
- Star and Stella Save the World (2007) - film TV
- Jane Doe: Ties That Bind (2007) - film TV
- Jane Doe: How to Fire Your Boss (2007) - film TV
- Jane Doe: Eye of the Beholder (2008) - film TV
- Lost (2006) - serie TV
- I maghi di Waverly (2008) - serie TV
- Grey's Anatomy – serie TV, episodi 6x01-6x02 (2009)
- Big Time Rush (2010) - serie TV

### Doppiatore
- Justice League Unlimited (2005) - serie TV
- L'era glaciale 2 - Il disgelo (2006)
- Ti odio, ti lascio, ti... (2006)
- Ant Bully - Una vita da formica (2006)
- The Batman (2007) - serie TV
- Disney Princess: Le magiche fiabe - Insegui i tuoi sogni (2007)
- Space Chimps - Missione spaziale (2008)
- Adventure Time (2008) - film TV
- Space Chimps 2: Zartog Strikes Back (2010)
- Batman: The Brave and the Bold (2010)

## Premi ricevuti
- Young Artist Awards
  - 2008 - "Best Performance in a TV Movie, Miniseries or Special - Supporting Young Actor" per Jane Doe: Ties That Bind